# Lorentz-elv
A Lorentz-elv az Einstein-féle speciális relativitás-elmélettel lényegében egy időben jelent meg, azzal matematikailag teljesen ekvivalens, filozófiai szempontból ugyanazon formalizmus más interpretációját adja. A fő különbség, hogy Hendrik  Lorentz szerint minden test gyorsítás következményeképp valódi, fizikai deformációt szenved, így méterrúdjaink is. A fény sebessége csak egyetlen kitüntetett vonatkoztatási rendszerben izotróp, de minden más rendszerben is annak tűnik a kontrakció és idődilatáció kompenzáló hatásai miatt. Empirikusan nem lehet különbséget tenni a két elmélet között, bizonyos szempontból, a newtoni fizikán nevelkedett agy számára természetesebb a Lorentz-elv, például nem kell feladni az egyidejűség elvét, a fény sebessége valóban változik a vonatkoztatási rendszertől függően. A Lorentz-elvvel szemben az Einstein-féle felfogás terjedt el és vált elfogadottá, mivel a tudomány két ekvivalens elmélet közül a kevesebb és egyszerűbb alapfeltevésből kiindulót preferálja (Occam borotvája). Einstein elméletének nincs szüksége az éter fogalmára, és a Lorentz-transzformáció képleteit általánosabb elvekből levezeti, és nem posztulálja.
Az elméletet Jánossy Lajos fejlesztette tovább, aki filozófiai, világnézeti alapból preferálta a Lorentz-féle nézetet az einsteini szemlélettel szemben.